# Torulopsis
Torulopsis — рід грибів. Назва вперше опублікована 1894 року.

## Будова
Роди торулопсис та кандіда різняться між собою тим що дріжджі кандида здатні формувати міцелій і псевдоміцелій. Дріжджі обох родів мають дуже широкі границі і включають різноманітні види, що через відсутність специфічних характеристик не можуть бути вкладені у інші роди аспорогенних дріжджів.
Торулопсис - безколірні дріжджі, що брунькуються. Вони мають невелику (більшість видів) чи активну бродильну здатність. Деякі утворюють капсули, але не в зовнішньо-кліткових полісахаридах, на відміну від криптококів, немає крохмалоподібних речовин. Багато описаних видів є гаплоїдними штамами аскоспорових сахароміцетів (Saccharomycetes), дебаріоміцетів (Debaryomyces) та клювероміцетів (Kluyveromyces).

## Поширення та середовище існування
Виділяються ці дріжджі з природних джерел та джерел, пов'язаних діяльності людини. Специфічні субстрати і місця проживання деяких видів досліджені мало.